# 黄同河
黄同河，位于中国山东省平度市东北部旧店镇境内，是小沽河右岸支流，发源于望儿山南麓，东南流至小沽洄村（原属祝沟镇）东南入小沽河。中游建有黄同水库，总库容5147万立方米。干流全长17.5公里，流域面积128.91平方公里。